# Каштановка (Джанкойский район)
Кашта́новка (укр. Каштанівка, крымскотат. Kaştanovka, Каштановка) — исчезнувшее село в Джанкойском районе Республики Крым, располагавшееся на западе района, в степной части Крыма, примерно в 2 км западнее современного села Павловка.

## История
Судя по доступным историческим документам, село было основано переселенцами из России в 1860-х годах, так как впервые упоминается в «Списке населённых мест Таврической губернии по сведениям 1864 года», составленном по результатам VIII ревизии 1864 года; согласно данному списку, Коштанки-Керлеут — владельческая деревня в Ишуньской волости Перекопского уезда с 2 дворами и 18 жителями при колодцах. По «Памятной книге Таврической губернии 1889 года», включившей результаты Х ревизии 1887 года, в деревне Коштанки-Кирлеут числилось 24 двора и 156 жителей.
После земской реформы 1890 года Каштановку отнесли к Богемской волости. Согласно «…Памятной книжке Таврической губернии на 1892 год», в деревне, составлявшей Каштановское сельское общество, было 77 жителей в 15 домохозяйствах. По «…Памятной книжке Таврической губернии на 1900 год» в Каштановке числилось 107 жителей в 14 дворах. По Статистическому справочнику Таврической губернии. Ч.II-я. Статистический очерк, выпуск пятый Перекопский уезд, 1915 год, в деревне Каштановка Богемской волости Перекопского уезда числилось 68 дворов (19 дворов с землёй, 49 — безземельные), 118 человек приписных жителей и 118 — «посторонних» (без указания национальностей), из которых 116 мужчин и 120 женщин. Жители владели 260 десятинами удобной земли. В хозяйствах имелось 65 лошадей, 10 волов, 41 корова и 35 голов мелкого скота.
После установления в Крыму Советской власти, по постановлению Крымревкома от 8 января 1921 года № 206 «Об изменении административных границ» была упразднена волостная система и в составе Джанкойского уезда был создан Джанкойский район. В 1922 году уезды преобразовали в округа. 11 октября 1923 года, согласно постановлению ВЦИК, в административное деление Крымской АССР были внесены изменения, в результате которых округа были ликвидированы, основной административной единицей стал Джанкойский район и село включили в его состав. Согласно Списку населённых пунктов Крымской АССР по Всесоюзной переписи 17 декабря 1926 года, в селе Каштановка, Павловского сельсовета Джанкойского района, числилось 17 дворов, все крестьянские, население составляло 100 человек, все русские. Время упразднения села по доступным историческим документам установить пока не удалось, в последний раз Коштановка встречается на двухкилометровке РККА 1942 года.